# Alessandro Fanizza
Alessandro Fanizza (Ostuni, 11 dicembre 2004) è un pallavolista italiano, palleggiatore del Cisterna.

## Biografia
È figlio dell'allenatore di pallavolo Vincenzo Fanizza.

## Carriera

### Club
La carriera di Alessandro Fanizza inizia nella stagione 2020-21 tra le file della Materdomini, in Serie B. Nell'annata 2022-23 si accasa al Casarano, in Serie A3, per poi passare, nel campionato successivo, alla New Mater, in Serie A2.
Nella stagione 2024-25 esordisce in Superlega grazie all'ingaggio da parte del Cisterna.

### Nazionale
Nel 2020 viene convocato nella nazionale italiana under 18, a cui seguono nel 2021 le chiamate nella selezione under 19 e nel 2022 in quella under 20, con cui si aggiudica la medaglia d'oro sia al XVI Festival olimpico estivo della gioventù europea che al campionato europeo under 20. Nel 2023 è nella nazionale under 21, aggiudicandosi l'argento al campionato mondiale, mentre l'anno successivo è in quella under 22 e mette al collo l'argento al campionato continentale.
Nel 2025 ottiene le prime convocazioni nella nazionale italiana, con cui, nello stesso anno, vince la medaglia di bronzo ai XXXII Giochi mondiali universitari estivi.

## Palmarès

### Nazionale (competizioni minori)
- Festival olimpico estivo della gioventù europea 2022
- Campionato europeo under 20 2022
- Campionato mondiale under 21 2023
- Campionato europeo under 22 2024
- Giochi mondiali universitari estivi 2025